# Discografia de Cher Lloyd
A discografia de Cher Lloyd, uma cantora e compositora inglesa, consiste de um álbuns de estúdio e quatro singles (incluindo um como artista convidada).

## Álbuns

### Álbuns de estúdio
| Sticks + Stones                                                                              | - Lançado: 4 de novembro 2011 (Reino Unido) - 2 de outubro 2012 (USA) - Gravadoras: Syco, Epic - Formatos: CD, LP, digital download | 4  | 30 | —   | 11 | 7  | 46 | 31 | 2  | —  | 9  | - UK: Ouro - IRE: Platina | - : 200.000           |
| Sorry I'm Late                                                                               | - Lançamento: 23 de maio 2014 - Gravadoras: Syco, Epic - Formats: CD, digital download                                              | 21 | 23 | 103 | 16 | 58 | 83 | 26 | 24 | 52 | 12 |                           | - : 50.000 - : 41.000 |
| "—" mostra canções que não entraram nas paradas ou que não conseguiram uma posição adequada. | |    |    |     |    |    |    |    |    |    |    |                           |                       |

## Singles

### Como artista principal
| Título                                                                                       | Ano  | Melhores posições | Melhores posições | Melhores posições | Melhores posições | Melhores posições | Melhores posições | Melhores posições | Melhores posições | Melhores posições | Melhores posições | Certificações                                                   | Álbum           |
| Título                                                                                       | Ano  | UK                | AUS               | BEL               | CAN               | IRE               | JPN               | NZ                | SCO               | US                | US Pop            | Certificações                                                   | Álbum           |
| -------------------------------------------------------------------------------------------- | ---- | ----------------- | ----------------- | ----------------- | ----------------- | ----------------- | ----------------- | ----------------- | ----------------- | ----------------- | ----------------- | --------------------------------------------------------------- | --------------- |
| "Swagger Jagger"                                                                             | 2011 | 1                 | —                 | 43                | —                 | 2                 | 5                 | —                 | 1                 | —                 | —                 | - BPI: Prata                                                    | Sticks + Stones |
| "With Ur Love" (feat. Mike Posner)                                                           | 2011 | 4                 | 43                | 61                | —                 | 5                 | 67                | 16                | 3                 | —[A]              | 27                | - BPI: Prata - ARIA: Ouro - RMNZ: Ouro                          | Sticks + Stones |
| "Want U Back"[B]                                                                             | 2012 | 25                | 36                | 88                | 11                | 18                | 33                | 3                 | 23                | 12                | 9                 | - BPI: Prata - ARIA: Platina - RMNZ: Platina - RIAA: 2× Platina | Sticks + Stones |
| "Oath" (feat. Becky G)                                                                       | 2012 | —                 | 68                | —                 | 58                | —                 | —                 | 13                | —                 | 73                | 30                | - RMNZ: Ouro - RIAA: Ouro                                       | Sticks + Stones |
| "I Wish" (feat. T.I.)                                                                        | 2013 | 14                | 40                | 84                | —                 | —                 | —                 | 16                | —                 | —[C]              | —                 |                                                                 | Sorry I'm Late  |
| "Sirens"                                                                                     | 2014 | 19                | —                 | —                 | —                 | 53                | —                 | —                 | 20                | —                 | —                 | - BPI: Prata                                                    | Sorry I'm Late  |
| "None of My Business"                                                                        | 2018 | 35                | —                 | —                 | —                 | —                 | —                 | —                 | 58                | —                 | —                 |                                                                 | ASA             |
| "—" mostra canções que não entraram nas paradas ou que não conseguiram uma posição adequada. |      |                   |                   |                   |                   |                   |                   |                   |                   |                   |                   |                                                                 |                 |

### Como artista convidada
| Ano  | Canção                                                    | Melhores posições nas tabelas | Melhores posições nas tabelas | Melhores posições nas tabelas | Melhores posições nas tabelas | Álbum                 | Certificação   |
| Ano  | Canção                                                    | UK                            | ALE                           | ESC                           | IRL                           | Álbum                 | (Certificados) |
| ---- | --------------------------------------------------------- | ----------------------------- | ----------------------------- | ----------------------------- | ----------------------------- | --------------------- | -------------- |
| 2010 | "Heroes" (com parte de finalistas do The X Factor)        | 1                             | —                             | 1                             | 1                             | Não incluído em álbum |                |
| 2012 | "Rum and Raybans" (Sean Kingston com parte de Cher Lloyd) | —                             | 99                            | —                             | —                             | Back 2 Life           |                |
| 2013 | "Really Don't Care" (Demi Lovato com parte de Cher Lloyd) | 92                            | —                             | 50                            | 82                            | Demi                  | Platina        |
| 2013 | "It's All Good" (Cher Lloyd e Ne-Yo)                      | —                             | —                             | —                             | —                             | Não incluído em álbum |                |

## Videoclipes
| Título                                                              | Ano  | Diretor                      |
| ------------------------------------------------------------------- | ---- | ---------------------------- |
| "Swagger Jagger"                                                    | 2011 | Barney Steel and Mike Sharpe |
| "With Ur Love" (featuring Mike Posner)                              | 2011 | Barney Steel and Mike Sharpe |
| "Dub on the Track" (featuring Mic Righteous, Dot Rotten and Ghetts) | 2011 | Paris Zarcilla               |
| "Want U Back" (featuring Astro)                                     | 2012 | Parris                       |
| "Want U Back" (US version)                                          | 2012 | Ciarra Pardo                 |
| "Oath" (feat. Becky G)                                              | 2012 | Hannah Lux Davis             |
| "With Ur Love"(US version)                                          | 2013 | Hannah Lux Davis             |
| "It's All Good" (feat. Ne-Yo)                                       | 2013 | Vitaliy Kuzmenko             |
| "I Wish" (feat. T.I.)                                               | 2013 | Gil Green                    |
| "Sirens"                                                            | 2014 | Darren Craig                 |
| "Really Don't Care" (Demi Lovato feat. Cher Lloyd)                  | 2014 | Ryan Pallotta                |
| "Activated"                                                         | 2016 | Cala3reeze                   |
| "None Of My Business"                                               | 2018 | Myles Whittingham            |